# Formel 1-VM 1991
Formel 1-VM 1991 hade 16 deltävlingar som kördes under perioden 10 mars-3 november. Förarmästerskapet vanns av brasilianen Ayrton Senna och konstruktörsmästerskapet av McLaren-Honda. Senna vann här sitt andra och McLaren sitt fjärde mästerskap i rad. Vinnarna hotades endast av Nigel Mansell och Riccardo Patrese i Williams. 

## Vinnare
- Förare:  Ayrton Senna, Brasilien, McLaren-Honda
- Konstruktör:  McLaren-Honda, Storbritannien

## Grand Prix 1991
| Grand Prix                 | Datum        | Bana              | Vinnande förare  | Vinnande tillverkare |   |
| -------------------------- | ------------ | ----------------- | ---------------- | -------------------- | - |
| USA:s Grand Prix           | 10 mars      | Phoenix           | Ayrton Senna     | McLaren-Honda        | * |
| Brasiliens Grand Prix      | 24 mars      | Interlagos        | Ayrton Senna     | McLaren-Honda        | * |
| San Marinos Grand Prix     | 28 april     | Imola             | Ayrton Senna     | McLaren-Honda        | * |
| Monacos Grand Prix         | 12 maj       | Monte Carlo       | Ayrton Senna     | McLaren-Honda        | * |
| Kanadas Grand Prix         | 2 juni       | Montréal          | Nelson Piquet    | Benetton-Ford        | * |
| Mexikos Grand Prix         | 16 juni      | Mexico City       | Riccardo Patrese | Williams-Renault     | * |
| Frankrikes Grand Prix      | 7 juli       | Magny-Cours       | Nigel Mansell    | Williams-Renault     | * |
| Storbritanniens Grand Prix | 14 juli      | Silverstone       | Nigel Mansell    | Williams-Renault     | * |
| Tysklands Grand Prix       | 28 juli      | Hockenheimring    | Nigel Mansell    | Williams-Renault     | * |
| Ungerns Grand Prix         | 11 augusti   | Hungaroring       | Ayrton Senna     | McLaren-Honda        | * |
| Belgiens Grand Prix        | 25 augusti   | Spa-Francorchamps | Ayrton Senna     | McLaren-Honda        | * |
| Italiens Grand Prix        | 8 september  | Monza             | Nigel Mansell    | Williams-Renault     | * |
| Portugals Grand Prix       | 22 september | Estoril           | Riccardo Patrese | Williams-Renault     | * |
| Spaniens Grand Prix        | 29 september | Catalunya         | Nigel Mansell    | Williams-Renault     | * |
| Japans Grand Prix          | 20 oktober   | Suzuka            | Gerhard Berger   | McLaren-Honda        | * |
| Australiens Grand Prix     | 3 november   | Adelaide          | Ayrton Senna     | McLaren-Honda        | * |

## Stall, nummer och förare 1991
| Stall/Tillverkare                          | Nummer | Förare                                 |
| ------------------------------------------ | ------ | -------------------------------------- |
| AGS-Ford                                   | 17     | Gabriele Tarquini, Italien             |
| AGS-Ford                                   | 17     | Olivier Grouillard, Frankrike          |
| AGS-Ford                                   | 18     | Fabrizio Barbazza, Italien             |
| AGS-Ford                                   | 18     | Stefan "Lill-Lövis" Johansson, Sverige |
| Benetton-Ford                              | 19     | Roberto Moreno, Brasilien              |
| Benetton-Ford                              | 19     | Michael Schumacher, Tyskland           |
| Benetton-Ford                              | 20     | Nelson Piquet, Brasilien               |
| BMS Scuderia Italia (Dallara-Judd)         | 21     | Emanuele Pirro, Italien                |
| BMS Scuderia Italia (Dallara-Judd)         | 22     | JJ Lehto, Finland                      |
| Brabham-Yamaha                             | 7      | Martin Brundle, Storbritannien         |
| Brabham-Yamaha                             | 8      | Mark Blundell, Storbritannien          |
| Coloni-Ford                                | 31     | Pedro Matos Chaves, Portugal           |
| Coloni-Ford                                | 31     | Naoki Hattori, Japan                   |
| Ferrari                                    | 27     | Alain Prost, Frankrike                 |
| Ferrari                                    | 27     | Gianni Morbidelli, Italien             |
| Ferrari                                    | 28     | Jean Alesi, Frankrike                  |
| Fondmetal-Ford                             | 14     | Olivier Grouillard, Frankrike          |
| Fondmetal-Ford                             | 14     | Gabriele Tarquini, Italien             |
| Footwork (Footwork-Porsche, Footwork-Ford) | 9      | Michele Alboreto, Italien              |
| Footwork (Footwork-Porsche, Footwork-Ford) | 10     | Alex Caffi, Italien                    |
| Footwork (Footwork-Porsche, Footwork-Ford) | 10     | Stefan "Lill-Lövis" Johansson, Sverige |
| Jordan-Ford                                | 32     | Bertrand Gachot, Frankrike             |
| Jordan-Ford                                | 32     | Michael Schumacher, Tyskland           |
| Jordan-Ford                                | 32     | Roberto Moreno, Brasilien              |
| Jordan-Ford                                | 32     | Alex Zanardi, Italien                  |
| Jordan-Ford                                | 33     | Andrea de Cesaris, Italien             |
| Lambo-Lamborghini                          | 34     | Nicola Larini, Italien                 |
| Lambo-Lamborghini                          | 35     | Eric van de Poele, Belgien             |
| Larrousse (Lola-Ford)                      | 29     | Eric Bernard, Frankrike                |
| Larrousse (Lola-Ford)                      | 29     | Bertrand Gachot, Frankrike             |
| Larrousse (Lola-Ford)                      | 30     | Aguri Suzuki, Japan                    |
| Leyton House-Ilmor                         | 15     | Maurício Gugelmin, Brasilien           |
| Leyton House-Ilmor                         | 16     | Ivan Capelli, Italien                  |
| Leyton House-Ilmor                         | 16     | Karl Wendlinger, Österrike             |
| Ligier-Lamborghini                         | 25     | Thierry Boutsen, Belgien               |
| Ligier-Lamborghini                         | 26     | Érik Comas, Frankrike                  |
| Lotus-Judd                                 | 11     | Mika Häkkinen, Finland                 |
| Lotus-Judd                                 | 12     | Julian Bailey, Storbritannien          |
| Lotus-Judd                                 | 12     | Johnny Herbert, Storbritannien         |
| Lotus-Judd                                 | 12     | Michael Bartels, Tyskland              |
| McLaren-Honda                              | 1      | Ayrton Senna, Brasilien                |
| McLaren-Honda                              | 2      | Gerhard Berger, Österrike              |
| Minardi-Ferrari                            | 23     | Pierluigi Martini, Italien             |
| Minardi-Ferrari                            | 24     | Gianni Morbidelli, Italien             |
| Minardi-Ferrari                            | 24     | Roberto Moreno, Brasilien              |
| Tyrrell-Honda                              | 3      | Satoru Nakajima, Japan                 |
| Tyrrell-Honda                              | 4      | Stefano Modena, Italien                |
| Williams-Renault                           | 5      | Nigel Mansell, Storbritannien          |
| Williams-Renault                           | 6      | Riccardo Patrese, Italien              |

## Slutställning förare 1991
| Placering | Förare             | Konstruktör        | Poäng |
| --------- | ------------------ | ------------------ | ----- |
| 1         | Ayrton Senna       | McLaren-Honda      | 96    |
| 2         | Nigel Mansell      | Williams-Renault   | 72    |
| 3         | Riccardo Patrese   | Williams-Renault   | 53    |
| 4         | Gerhard Berger     | McLaren-Honda      | 43    |
| 5         | Alain Prost        | Ferrari            | 34    |
| 6         | Nelson Piquet      | Benetton-Ford      | 26,5  |
| 7         | Jean Alesi         | Ferrari            | 21    |
| 8         | Stefano Modena     | Tyrrell-Honda      | 10    |
| 9         | Andrea de Cesaris  | Jordan-Ford        | 9     |
| 10        | Roberto Moreno     | Benetton-Ford      | 8     |
| 11        | Pierluigi Martini  | Minardi-Ferrari    | 6     |
| 12        | JJ Lehto           | Dallara-Judd       | 4     |
| 13        | Bertrand Gachot    | Jordan-Ford        | 4     |
| 14        | Michael Schumacher | Benetton-Ford      | 4     |
| 15        | Satoru Nakajima    | Tyrrell-Honda      | 2     |
| 16        | Mika Häkkinen      | Lotus-Judd         | 2     |
| 17        | Martin Brundle     | Brabham-Yamaha     | 2     |
| 18        | Emanuele Pirro     | Dallara-Judd       | 1     |
| 19        | Mark Blundell      | Brabham-Yamaha     | 1     |
| 20        | Ivan Capelli       | Leyton House-Ilmor | 1     |
| 21        | Eric Bernard       | Lola-Ford          | 1     |
| 22        | Aguri Suzuki       | Lola-Ford          | 1     |
| 23        | Julian Bailey      | Lotus-Judd         | 1     |
| 24        | Gianni Morbidelli  | Ferrari            | 0,5   |

## Slutställning konstruktörer 1991
| Placering | Konstruktör        | Poäng |
| --------- | ------------------ | ----- |
| 1         | McLaren-Honda      | 139   |
| 2         | Williams-Renault   | 125   |
| 3         | Ferrari            | 46,5  |
| 4         | Benetton-Ford      | 38,5  |
| 5         | Jordan-Ford        | 13    |
| 6         | Tyrrell-Honda      | 12    |
| 7         | Minardi-Ferrari    | 6     |
| 8         | Dallara-Judd       | 5     |
| 9         | Brabham-Yamaha     | 3     |
| =         | Lotus-Judd         | 3     |
| 11        | Lola-Ford          | 2     |
| 12        | Leyton House-Ilmor | 1     |
| 13        | Ligier-Lamborghini | 0     |
| =         | Lambo-Lamborghini  | 0     |
| =         | AGS-Ford           | 0     |
| =         | Fondmetal-Ford     | 0     |
| =         | Footwork-Porsche   | 0     |
| =         | Coloni-Ford        | 0     |